# لاونسستون
لاونسستون (بالإنجليزية: Launceston)‏ وهي مدينة تقع في شمال جزيرة تسمانيا في أستراليا وتتواجد عند التقاء نهر إيسك الشمالي ونهر إيسك الجنوبي والأذان يكونان نهر تمار، تعتبر هذه المدينة ثاني أكبر مدينة في تسمانيا بعد مدينة هوبارت ويبلغ عدد سكانها 106,153 نسمة ومساحتها 95.1 كلم مربع.

## المناخ
يظهر الجدول التالي التغييرات المناخية على مدار السنة للاونسستون:
| البيانات المناخية لـلاونسستون                                                   | البيانات المناخية لـلاونسستون | البيانات المناخية لـلاونسستون | البيانات المناخية لـلاونسستون | البيانات المناخية لـلاونسستون | البيانات المناخية لـلاونسستون | البيانات المناخية لـلاونسستون | البيانات المناخية لـلاونسستون | البيانات المناخية لـلاونسستون | البيانات المناخية لـلاونسستون | البيانات المناخية لـلاونسستون | البيانات المناخية لـلاونسستون | البيانات المناخية لـلاونسستون | البيانات المناخية لـلاونسستون |
| الشهر                                                                           | يناير                         | فبراير                        | مارس                          | أبريل                         | مايو                          | يونيو                         | يوليو                         | أغسطس                         | سبتمبر                        | أكتوبر                        | نوفمبر                        | ديسمبر                        | المعدل السنوي                 |
| ------------------------------------------------------------------------------- | ----------------------------- | ----------------------------- | ----------------------------- | ----------------------------- | ----------------------------- | ----------------------------- | ----------------------------- | ----------------------------- | ----------------------------- | ----------------------------- | ----------------------------- | ----------------------------- | ----------------------------- |
| الدرجة القصوى °م (°ف)                                                           | 39.0 (102.2)                  | 34.4 (93.9)                   | 33.0 (91.4)                   | 27.7 (81.9)                   | 22.0 (71.6)                   | 18.4 (65.1)                   | 18.4 (65.1)                   | 20.3 (68.5)                   | 24.8 (76.6)                   | 28.7 (83.7)                   | 30.7 (87.3)                   | 33.8 (92.8)                   | 39.0 (102.2)                  |
| متوسط درجة الحرارة الكبرى °م (°ف)                                               | 24.2 (75.6)                   | 24.5 (76.1)                   | 22.5 (72.5)                   | 18.8 (65.8)                   | 15.8 (60.4)                   | 13.1 (55.6)                   | 12.6 (54.7)                   | 13.7 (56.7)                   | 15.5 (59.9)                   | 18.0 (64.4)                   | 20.4 (68.7)                   | 22.4 (72.3)                   | 18.5 (65.3)                   |
| المتوسط اليومي °م (°ف)                                                          | 18.2 (64.8)                   | 18.3 (64.9)                   | 16.3 (61.3)                   | 13.2 (55.8)                   | 10.4 (50.7)                   | 8.0 (46.4)                    | 7.4 (45.3)                    | 8.7 (47.7)                    | 10.3 (50.5)                   | 12.3 (54.1)                   | 14.7 (58.5)                   | 16.5 (61.7)                   | 12.9 (55.2)                   |
| متوسط درجة الحرارة الصغرى °م (°ف)                                               | 12.2 (54.0)                   | 12.1 (53.8)                   | 10.1 (50.2)                   | 7.5 (45.5)                    | 5.0 (41.0)                    | 2.9 (37.2)                    | 2.2 (36.0)                    | 3.6 (38.5)                    | 5.1 (41.2)                    | 6.9 (44.4)                    | 8.9 (48.0)                    | 10.6 (51.1)                   | 7.3 (45.1)                    |
| أدنى درجة حرارة °م (°ف)                                                         | 2.5 (36.5)                    | 3.4 (38.1)                    | 0.5 (32.9)                    | −1.5 (29.3)                   | −3 (27)                       | −4.9 (23.2)                   | −5.2 (22.6)                   | −3.6 (25.5)                   | −3.4 (25.9)                   | −1.4 (29.5)                   | −2.0 (28.4)                   | 2.0 (35.6)                    | −5.2 (22.6)                   |
| معدل هطول الأمطار مم (إنش)                                                      | 46.3 (1.82)                   | 31.3 (1.23)                   | 34.9 (1.37)                   | 53.2 (2.09)                   | 62.4 (2.46)                   | 67.8 (2.67)                   | 76.5 (3.01)                   | 85.9 (3.38)                   | 66.5 (2.62)                   | 51.6 (2.03)                   | 49.7 (1.96)                   | 47.2 (1.86)                   | 673.3 (26.51)                 |
| متوسط الأيام الممطرة (≥ 0.2 mm)                                                 | 7.7                           | 6.3                           | 6.4                           | 9.0                           | 10.7                          | 12.6                          | 14.5                          | 15.1                          | 14.0                          | 11.7                          | 9.9                           | 8.7                           | 126.6                         |
| Average afternoon رطوبة نسبية (%)                                               | 48                            | 49                            | 48                            | 56                            | 63                            | 69                            | 69                            | 63                            | 59                            | 54                            | 52                            | 49                            | 57                            |
| ساعات سطوع الشمس الشهرية                                                        | 285.2                         | 256.9                         | 241.8                         | 198.0                         | 155.0                         | 135.0                         | 142.6                         | 170.5                         | 201.0                         | 254.2                         | 267.0                         | 282.1                         | 2٬589٫3                       |
| المصدر #1: Bureau of Meteorology (1981–2010 averages; extremes 1980–present)    |                               |                               |                               |                               |                               |                               |                               |                               |                               |                               |                               |                               |                               |
| المصدر #2: Bureau of Meteorology, Launceston Airport (1981–2004 sunshine hours) |                               |                               |                               |                               |                               |                               |                               |                               |                               |                               |                               |                               |                               |

## توأمة
للاونسستون اتفاقيات توأمة مع كل من:
- إكيدا (1 نوفمبر 1965 - )
- نابا (6 يونيو 1988 - )
- تاي يوان (28 نوفمبر 1995 - )

## أعلام
- سايمون بيكر
- جون هايز
- تيد تيري
- تشارلز هاردويك
- راشيل تايلور